# Lijst van voetbalinterlands Australië - Maleisië (vrouwen)
Deze lijst van voetbalinterlands is een overzicht van alle officiële voetbalinterlands tussen de nationale vrouwenteams van Australië en Maleisië. De landen hebben tot nu toe één keer tegen elkaar gespeeld.

## Wedstrijden
| № | Plaats   | Datum            | Competitie                   | Wedstrijd            | Uitslag |
| - | -------- | ---------------- | ---------------------------- | -------------------- | ------- |
| 1 | Hongkong | 3 september 1975 | Aziatisch kampioenschap 1975 | Australië − Maleisië | 5 − 0   |

## Samenvatting
| Competitie              | Totaal gespeeld | Winst Australië | Gelijk | Winst Maleisië | Doelsaldo Australië – Maleisië |
| ----------------------- | --------------- | --------------- | ------ | -------------- | ------------------------------ |
| Aziatisch kampioenschap | 1               | 1               | 0      | 0              | 5 − 0                          |
| Totaal                  | 1               | 1               | 0      | 0              | 5 − 0                          |